# Bécsi József
Bécsi József (Lébényszentmiklós, 1884. február 7. – Budapest, 1947. január 19.) az első magyar filmoperatőr.

## Életpályája
Bécsi György és Tóth Ágnes fia. Nagy szegénységben nőtt fel; szülei gazdasági cselédek, majd fényezőmunkások voltak. Pályáját mint kifutófiú, kazánfűtő és mozigépész kezdte. A századfordulón már a Velence Kávéház vetítéseit irányította, majd a Projectograph Rt.-hez került. Kezdetben technikai vezető volt, de hamarosan áttért az alkotómunkára. 1912-ben forgatta első játékfilmjét. 1914 és 1918 között haditudósítóként dolgozott. 1919-ben egyike a Vörös Riport Film híradó készítőinek. Kertész Mihály több némafilm-produkciójának felvétele fűződik nevéhez. Az 1920-as években Bécsben is dolgozott. Már a hangosfilmkorszakban ő volt Móricz Zsigmond Nem élhetek muzsikaszó nélkül (1935) című vígjátéka Deésy Alfréd-féle verziójának egyik operatőre.
Olyan személyekkel dolgozott együtt, mint például Loránt István, Eduard Hoesch, Eiben István, Waitzenberg Oszkár, Heinrich Balasch, Berend Lajos, Vass Károly, Berendik István, Makai Árpád, Horváth József és Fekete Ferenc.

## Magánélete
1908. április 2-án házasságot kötött Szabó Jolánnal.
Gyermekei
- Bécsi Ilona (1908–?)
- Bécsi Nándor József (1910–1910)[5]
- Bécsi Tibor József (1913–1913)

## Filmjei
- Be vagyok én csudálkozva (1908)
- Mór, a honvéd (1908)
- Péter, a csodamajom (1908)
- Négersmokk (1908)
- Tót szocialista (1908)
- Pesti háziúr (1908)
- A kanász mulat (1908)
- Elmegyek a templom mellett (1908)
- Maga talán beteg (1908)
- A pesti zsidó (1908)
- Nem hagy a hadnagy (1908)
- Tavaszi vásár (1911)
- Az utolsó bohém (1913)
- Házasodik az uram (1913)
- Weisz Pista, a huszár (1913)
- A budai szenzációs rablógyilkosság (1914)
- A 300 éves ember (1914)
- A kölcsönkért csecsemők (1915)
- Jó éjt, Muki! (1915)
- Havasi Magdolna (1915)
- A börzekirály (1915)
- A farkas (1916)
- Az ezüst kecske (1916)
- A nagymama (1916)
- A doktor úr (1916)
- A fekete szivárvány (1916)
- A magyar föld erdeje (1916)
- Tatárjárás (1917)
- A vörös Sámson (1917)
- Az utolsó hajnal (1917)
- A szentjóbi erdő titka (1917)
- Makkhetes (1917)
- Tavasz a télben (1917)
- Egy krajcár története (1917)
- Az árendás zsidó (1917)
- Érdekházasság (1918)
- Az ősasszony (1919)
- Ezeréves szépség (1919)
- Mikor a szőlő érik (1919-1920)
- Tláni, az elvarázsolt hercegasszony (1920)
- Az eltűnt angyal (1921)
- Egy szerzetes emlékiratai (1922)
- Az elhagyottak (1925)
- A kis hős (1926)
- Aggyisten Biri! (1927)
- Rabmadár (1929)
- Éjféltől - hajnalig (1929)
- Négylevelű lóhere (1931)
- A bor (1933)
- Rotschild leánya (1934)
- Nem élhetek muzsikaszó nélkül (1935)
- A királyné huszárja (1936)
- Forog az idegen (1936)
- A hölgy egy kissé bogaras (1938)
- Zúgnak a szirénák (1939)
- Rózsafabot (1940) (segédoperatőr)
- Elnémult harangok (1940) (segédoperatőr)
- Isten rabjai (1942)